# Erwin von Seckendorff-Gudent
Erwin Carl Ernst Freiherr von Seckendorff-Gudent auch Seckendorff-Gutend (* 19. April 1848 in Wetzlar; † 25. Januar 1923 in Urach) war ein württembergischer Politiker.

## Leben
Er stammt aus dem alten Adelsgeschlecht Seckendorff, war als Sohn des württembergischen Kammerherren, Hofrats und ersten Leiters des damaligen Staatsfilialarchivs in Ludwigsburg Eduard Christoph Ludwig Carl Freiherr von Seckendorff-Gutend (1813–1875) geboren, studierte Erwin von Seckendorff-Gutend Rechtswissenschaften in Tübingen. Während seines Studiums wurde er 1866 Mitglied der burschenschaftlichen Verbindung Normannia Tübingen. Er nahm 1870/71 am Deutsch-Französischen Krieg teil und wurde nach seinem Studium Oberamtsrichter in Urach, Landgerichtsrat und Herr auf Deufstetten und Obernzenn. In den Jahren 1892 bis 1920 war er als Vorstand des Amtsgerichts Urach tätig. von 1882 bis 1906 war er als Vertreter des ritterschaftlichen Adels Abgeordneter der Zweiten Kammer der Württembergischen Landstände, dann bis 1918 der Ersten Kammer. Er war Rechtsritter des Johanniterordens.
Erwin von Seckendorff-Gudent war mit Maria Freinn von Soden verheiratet, das Ehepaar hatte vier Töchter, Ilse, Irene, Lilly und Marua-Luise. Irene war mit Friedrich von Praun verheiratet.